# Noords Kampioenschap 1924/28
Het Noords Kampioenschap 1924/28 was de 1e editie van dit voetbaltoernooi. Het toernooi werd gespeeld tussen 15 juni 1924 en 7 oktober 1928. Er waren drie deelnemers. Denemarken werd kampioen.

## Eindstand
| Team       | Gsp | W | G | V | DV | DT | DS  | Ptn |
| ---------- | --- | - | - | - | -- | -- | --- | --- |
| Denemarken | 10  | 7 | 2 | 1 | 25 | 11 | +14 | 16  |
| Zweden     | 10  | 6 | 1 | 3 | 31 | 19 | +12 | 13  |
| Noorwegen  | 10  | 0 | 1 | 9 | 17 | 43 | –26 | 1   |

## Wedstrijden

### 1924
|                                                   |                                |       |                                       |                                                                                          |
| 15 juni 1924 «onderlinge duels» 13:00 uur (UTC+1) | Denemarken                     | 2 – 3 | Zweden                                | Københavns Idrætspark, Kopenhagen Toeschouwers: 25.000 Scheidsrechter: Noel Watson (ENG) |
| 15 juni 1924 «onderlinge duels» 13:00 uur (UTC+1) | Alf Olsen 2' Ernst Nilsson 47' |       | 59' Per Kaufeldt 71', 75' Sven Rydell | Københavns Idrætspark, Kopenhagen Toeschouwers: 25.000 Scheidsrechter: Noel Watson (ENG) |

|                                                        |                         |       |                                     |                                                                          |
| 14 september 1924 «onderlinge duels» 13:00 uur (UTC+1) | Noorwegen               | 1 – 3 | Denemarken                          | Gressbanen, Oslo Toeschouwers: 15.000 Scheidsrechter: Erik Ohlsson (SWE) |
| 14 september 1924 «onderlinge duels» 13:00 uur (UTC+1) | Finn Berstad 11' (pen.) |       | 21' Alf Olsen 26', 31' Poul Nielsen | Gressbanen, Oslo Toeschouwers: 15.000 Scheidsrechter: Erik Ohlsson (SWE) |

|                                                        |                                                                |       |                  |                                                                                     |
| 21 september 1924 «onderlinge duels» 14:00 uur (UTC+1) | Zweden                                                         | 6 – 1 | Noorwegen        | Råsunda Idrottsplats, Solna Toeschouwers: 8.000 Scheidsrechter: John Langenus (BEL) |
| 21 september 1924 «onderlinge duels» 14:00 uur (UTC+1) | Tore Keller 2' Per Kaufeldt 44' (54) Sven Rydell 78', 86', 89' |       | 32' Finn Berstad | Råsunda Idrottsplats, Solna Toeschouwers: 8.000 Scheidsrechter: John Langenus (BEL) |

### 1925
|                                                   |        |                                   |            |                                                                                     |
| 14 juni 1925 «onderlinge duels» 14:00 uur (UTC+1) | Zweden | 0 – 2                             | Denemarken | Olympisch Stadion, Stockholm Toeschouwers: 19.000 Scheidsrechter: Noel Watson (ENG) |
| 14 juni 1925 «onderlinge duels» 14:00 uur (UTC+1) |        | 37' Einar Larsen 65' Poul Nielsen |            | Olympisch Stadion, Stockholm Toeschouwers: 19.000 Scheidsrechter: Noel Watson (ENG) |

|                                                   |                                                                           |       |                   |                                                                                          |
| 21 juni 1925 «onderlinge duels» 13:30 uur (UTC+1) | Denemarken                                                                | 5 – 1 | Noorwegen         | Københavns Idrætspark, Kopenhagen Toeschouwers: 23.000 Scheidsrechter: Noel Watson (ENG) |
| 21 juni 1925 «onderlinge duels» 13:30 uur (UTC+1) | Ernst Nilsson 7', 71' Poul Nielsen 49' Michael Rohde 73' Einar Larsen 81' |       | 60' Herbert Lunde | Københavns Idrætspark, Kopenhagen Toeschouwers: 23.000 Scheidsrechter: Noel Watson (ENG) |

|                                                       |                                        |       |                                                                        |                                                                              |
| 23 augustus 1925 «onderlinge duels» 12:30 uur (UTC+1) | Noorwegen                              | 3 – 7 | Zweden                                                                 | Gressbanen, Oslo Toeschouwers: 15.000 Scheidsrechter: Lauritz Andersen (DEN) |
| 23 augustus 1925 «onderlinge duels» 12:30 uur (UTC+1) | Finn Berstad 3' (34) Herbert Lunde 68' |       | 22', 42', 44', 62' Sven Rydell 30', 89' Per Kaufeldt 71' Algot Haglund | Gressbanen, Oslo Toeschouwers: 15.000 Scheidsrechter: Lauritz Andersen (DEN) |

### 1926
|                                                  |                                       |       |                                       |                                                                                          |
| 9 juni 1926 «onderlinge duels» 19:15 uur (UTC+1) | Zweden                                | 3 – 2 | Noorwegen                             | Olympisch Stadion, Stockholm Toeschouwers: 13.500 Scheidsrechter: František Cejnar (TCH) |
| 9 juni 1926 «onderlinge duels» 19:15 uur (UTC+1) | Per Kaufeldt 31' Sven Rydell 60', 69' |       | 19' Arne Andersen 26' Einar Gundersen | Olympisch Stadion, Stockholm Toeschouwers: 13.500 Scheidsrechter: František Cejnar (TCH) |

|                                                        |                                      |       |                       |                                                                            |
| 19 september 1926 «onderlinge duels» 12:30 uur (UTC+1) | Noorwegen                            | 2 – 2 | Denemarken            | Gressbanen, Oslo Toeschouwers: 15.000 Scheidsrechter: Axel Bergqvist (SWE) |
| 19 september 1926 «onderlinge duels» 12:30 uur (UTC+1) | Einar Gundersen 24' Finn Berstad 35' |       | 9', 48' Michael Rohde | Gressbanen, Oslo Toeschouwers: 15.000 Scheidsrechter: Axel Bergqvist (SWE) |

|                                                     |                                             |       |        |                                                                                           |
| 3 oktober 1926 «onderlinge duels» 13:30 uur (UTC+1) | Denemarken                                  | 2 – 0 | Zweden | Københavns Idrætspark, Kopenhagen Toeschouwers: 26.000 Scheidsrechter: Peco Bauwens (GER) |
| 3 oktober 1926 «onderlinge duels» 13:30 uur (UTC+1) | Harry Bendixen 41' (pen.) Michael Rohde 70' |       |        | Københavns Idrætspark, Kopenhagen Toeschouwers: 26.000 Scheidsrechter: Peco Bauwens (GER) |

### 1927
|                                                   |        |       |            |                                                                                       |
| 19 juni 1927 «onderlinge duels» 14:00 uur (UTC+1) | Zweden | 0 – 0 | Denemarken | Olympisch Stadion, Stockholm Toeschouwers: 20.000 Scheidsrechter: John Langenus (BEL) |
| 19 juni 1927 «onderlinge duels» 14:00 uur (UTC+1) |        |       |            | Olympisch Stadion, Stockholm Toeschouwers: 20.000 Scheidsrechter: John Langenus (BEL) |

|                                                   |                                          |       |                                                  |                                                                        |
| 26 juni 1927 «onderlinge duels» 13:00 uur (UTC+1) | Noorwegen                                | 3 – 5 | Zweden                                           | Gressbanen, Oslo Toeschouwers: 10.000 Scheidsrechter: Otto Remke (DEN) |
| 26 juni 1927 «onderlinge duels» 13:00 uur (UTC+1) | Finn Berstad 5' (80) Einar Gundersen 89' |       | 18', 23', 65' Sven Rydell 38', 68' Albert Olsson | Gressbanen, Oslo Toeschouwers: 10.000 Scheidsrechter: Otto Remke (DEN) |

|                                                      |                                                        |       |                     |                                                                                            |
| 30 oktober 1927 «onderlinge duels» 13:30 uur (UTC+1) | Denemarken                                             | 3 – 1 | Noorwegen           | Københavns Idrætspark, Kopenhagen Toeschouwers: 20.000 Scheidsrechter: Alfred Birlem (GER) |
| 30 oktober 1927 «onderlinge duels» 13:30 uur (UTC+1) | Pauli Jørgensen 48' Michael Rohde 58' Henry Hansen 69' |       | 19' Einar Gundersen | Københavns Idrætspark, Kopenhagen Toeschouwers: 20.000 Scheidsrechter: Alfred Birlem (GER) |

### 1928
|                                                  |                                                                            |       |                     |                                                                                    |
| 7 juni 1928 «onderlinge duels» 19:15 uur (UTC+1) | Zweden                                                                     | 6 – 1 | Noorwegen           | Olympisch Stadion, Stockholm Toeschouwers: 19.000 Scheidsrechter: Otto Remke (DEN) |
| 7 juni 1928 «onderlinge duels» 19:15 uur (UTC+1) | Tore Keller 15' Harry Lundahl 22', 57' Knut Kroon 28', 76' Tore Keller 70' |       | 54' Johnny Helgesen | Olympisch Stadion, Stockholm Toeschouwers: 19.000 Scheidsrechter: Otto Remke (DEN) |

|                                                   |                                             |       |                                                        |                                                                                 |
| 17 juni 1928 «onderlinge duels» 13:00 uur (UTC+1) | Noorwegen                                   | 2 – 3 | Denemarken                                             | Ullevaalstadion, Oslo Toeschouwers: 15.000 Scheidsrechter: Vidar Stenborg (SWE) |
| 17 juni 1928 «onderlinge duels» 13:00 uur (UTC+1) | Finn Berstad 64' (pen.) Sigurd Andersen 81' |       | 66' Henry Hansen 70' Michael Rohde 72' Pauli Jørgensen | Ullevaalstadion, Oslo Toeschouwers: 15.000 Scheidsrechter: Vidar Stenborg (SWE) |

|                                                     |                                                       |       |                 |                                                                                             |
| 7 oktober 1928 «onderlinge duels» 13:30 uur (UTC+1) | Denemarken                                            | 3 – 1 | Zweden          | Københavns Idrætspark, Kopenhagen Toeschouwers: 27.500 Scheidsrechter: Fritz Spranger (GER) |
| 7 oktober 1928 «onderlinge duels» 13:30 uur (UTC+1) | Michael Rohde 6' Pauli Jørgensen 8' Ernst Nilsson 31' |       | 32' Sven Rydell | Københavns Idrætspark, Kopenhagen Toeschouwers: 27.500 Scheidsrechter: Fritz Spranger (GER) |